# Chamilo
Chamilo is een opensource webapplicatie voor e-learning en cursusbeheer, ook wel elektronische leeromgeving of teleleerplatform genoemd.

## Omgeving
Chamilo is ontwikkeld in PHP en gebruikt MySQL als database. De functionaliteiten omvatten onder meer multimedia-content authoring, SCORM import, authoring en export, integratie van Hot Potatoes® tests en het kopiëren van content naar andere cursussen.
Chamilo is een fork van Dokeos.
Chamilo bestaat in 2 versies. De 1.x (of "classic") versies zijn de rechtstreekse opvolgers van het vroegere Dokeos. De 2.0-versie is een volledig nieuw project dat het idee van Dokeos Community Releases verder uitbouwt.
In december 2010 verscheen een eerste 'stabiele' versie van 2.0. Deze was in eerste instantie bedoeld voor proactieve testers.

## Opensource
Het is vrije software vrijgegeven onder de GPL 2. De verdere ontwikkeling van Chamilo is een internationaal project waaraan verschillende universiteiten, scholen en andere organisaties meewerken.
Andere open source 'Learning Management Systems' (LMS'en) zijn bijvoorbeeld Dokeos (waarvan Chamilo een afgeleide is), Moodle en Sakai. LMS'en worden in het Nederlandse taalgebied veelal ELO's genoemd. ELO = Elektronische Leeromgeving.

## Geschiedenis
Op 18 januari 2010 kondigt een groot deel van de internationale Dokeosgemeenschap aan dat ze breekt met het originele Dokeosproject. Samen richten ze Chamilo op.
Reden van de tweespalt is de onvrede tussen de Dokeos Company en de ontwikkelaarsgemeenschap. Op de voorafgaande internationale gebruikersdag in Genève was afgesproken om een overlegstructuur tussen beiden uit te bouwen. Dit was mislukt. De Dokeos Company bleef inspraak in de inhoud van de opeenvolgende releases weigeren. Daarnaast bleek ook dat het van plan was om de 'free releases' sterk te beperken ten nadele van uitgebreide betalende pakketten.
Chamilo kiest onvoorwaardelijk voor een opensourcebeleid. Alle versies worden ook gratis aangeboden. De eerste release (1.8.6.2) bouwde sterk verder op Dokeos, maar stelde, in tegenstelling tot de free versie van Dokeos, wel alle modules ter beschikking. Vanaf 2012 wordt deze versie verdeeld onder de naam Chamilo LMS. 
Daarnaast is er ook een Chamilo-versie beschikbaar die gebouwd is op een nieuwe architectuur. Centraal staat een repository waarin een gebruiker al zijn leerobjecten verzamelt. Daarnaast is het ook mogelijk om te verbinden met externe cloud services zoals Google Drive en Dropbox om van daaruit documenten te delen op het platform. Deze nieuwe versie van Chamilo krijgt de naam Chamilo LCMS Connect mee.